# アントン・シュミット (駆逐艦)
Z22 アントン・シュミット (Z22 Anton Schmitt) はドイツ海軍の駆逐艦。1936型。1940年4月10日の第1次ナルヴィク海戦で戦没。

## 艦歴
1938年1月3日起工。1938年9月20日進水。1939年9月24日就役。第二次世界大戦開戦後機雷敷設に従事する。1940年4月ヴェーゼル演習作戦にナルヴィク攻略部隊として参加。9日未明ナルヴィクのあるオフォトフィヨルドに進入、途中で分派され、存在するとされていた要塞の占領にハンス・リューデマンと2隻で向かった。
4月10日早朝ナルヴィク港に停泊中のドイツ駆逐艦はイギリス海軍の駆逐艦の奇襲を受ける。まず、ヴィルヘルム・ハイドカンプがハーディの雷撃で被雷し爆発する。続いてアントン・シュミットもハンターの雷撃を受けて魚雷が1本命中、さらにハヴォックの発射した魚雷の内の1本が命中してアントン・シュミットも爆沈した。乗員63名が戦死。